# Кампаменто де Протексион де ла Тортуга Марина (Пуерто Ваљарта)
Кампаменто де Протексион де ла Тортуга Марина (шп. Campamento de Protección de la Tortuga Marina) насеље је у Мексику у савезној држави Халиско у општини Пуерто Ваљарта. Насеље се налази на надморској висини од 6 м.

## Становништво
Према подацима из 2005. године у насељу је живело 10 становника.

### Хронологија
| Година       | 2005 |
| ------------ | ---- |
| Становништво | 10   |

### Попис
| # | Индикатор                        | Вредност |
| - | -------------------------------- | -------- |
| 1 | Укупно појединачних домаћинстава | 1        |